# Рік без Санта-Клауса
«Рік без Санта-Клауса» — комедійна стрічка про Санта-Клауса, який образився на людей та вирішив взяти відпустку на рік.

## Сюжет
Санта-Клаус, ображений на дітей, бо ті перестали вірити в нього, вирішив залишити цьогоріч без подарунків. Умовляння місіс Клаус і двох ельфів не переконали Санту. Тоді вони вирушають по містах, щоб спростувати думки головного героя.

## У ролях
| Актор          | Роль            |
| -------------- | --------------- |
| Джон Гудмен    | Санта-Клаус     |
| Дельта Берк    | місіс Клаус     |
| Майкл Мак-Кін  | Сніговий Скнара |
| Гарві Фірштейн | Гарячий Скнара  |
| Ітан Саплі     | Джингл Беллз    |
| Едді Гріффін   | Джангл Беллз    |
| Кріс Каттан    | Спаркі          |
| Ділан Міннетт  | Іггі            |
| Біллі Слотер   | Ельф            |

## Створення фільму

### Виробництво
Зйомки фільму проходили в Луїзіані, США.

### Знімальна група
- Кінорежисер — Рон Андервуд
- Сценаристи — Ларрі Вільсон, Том Мартін
- Кінопродюсери — Гідеон Амір, Роберт Дж. Вільсон
- Композитор — Дебора Ларі
- Кінооператор — Дон І. ФаунтЛеРой
- Кіномонтаж — Тіна Гірш
- Художник-постановник — Крейг Стірнс
- Артдиректор — Іва Анна Ендрі
- Художник-декоратор — Віра Міллс
- Художник по костюмах — Сара Марковіц
- Підбір акторів — Ерік Доусон, Роберт Дж. Ульріх[1].

## Сприйняття
Фільм отримав переважно негативні відгуки. На сайті Rotten Tomatoes оцінка стрічки становить 57 % на основі 5 164 відгуки від глядачів (середня оцінка 3,4/5). Фільму зарахований «розсипаний попкорн» від глядачів, Internet Movie Database — 3,8/10 (810 голосів).